# Tornos (släkte)
Tornos är ett släkte av fjärilar. Tornos ingår i familjen mätare.

## Bildgalleri

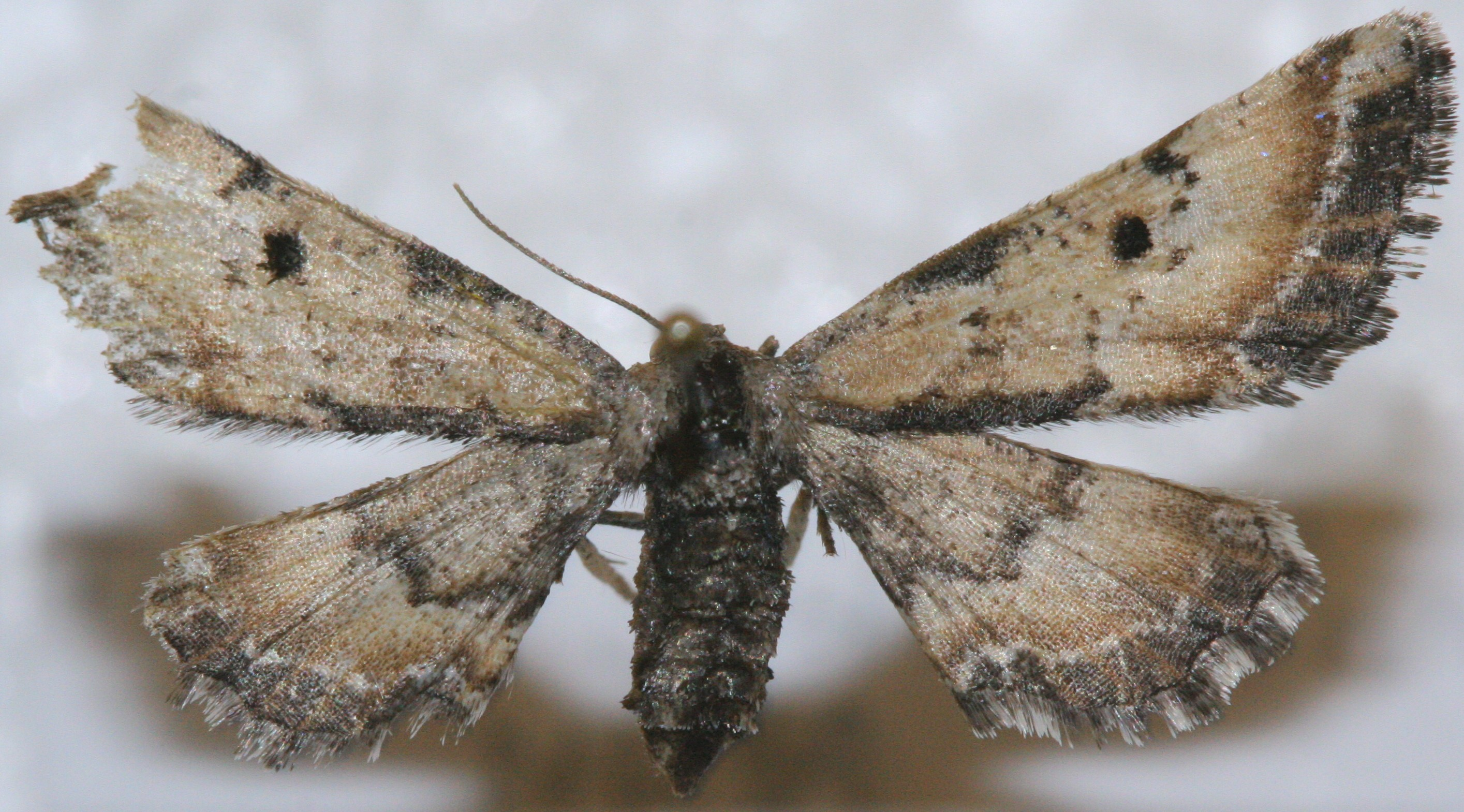
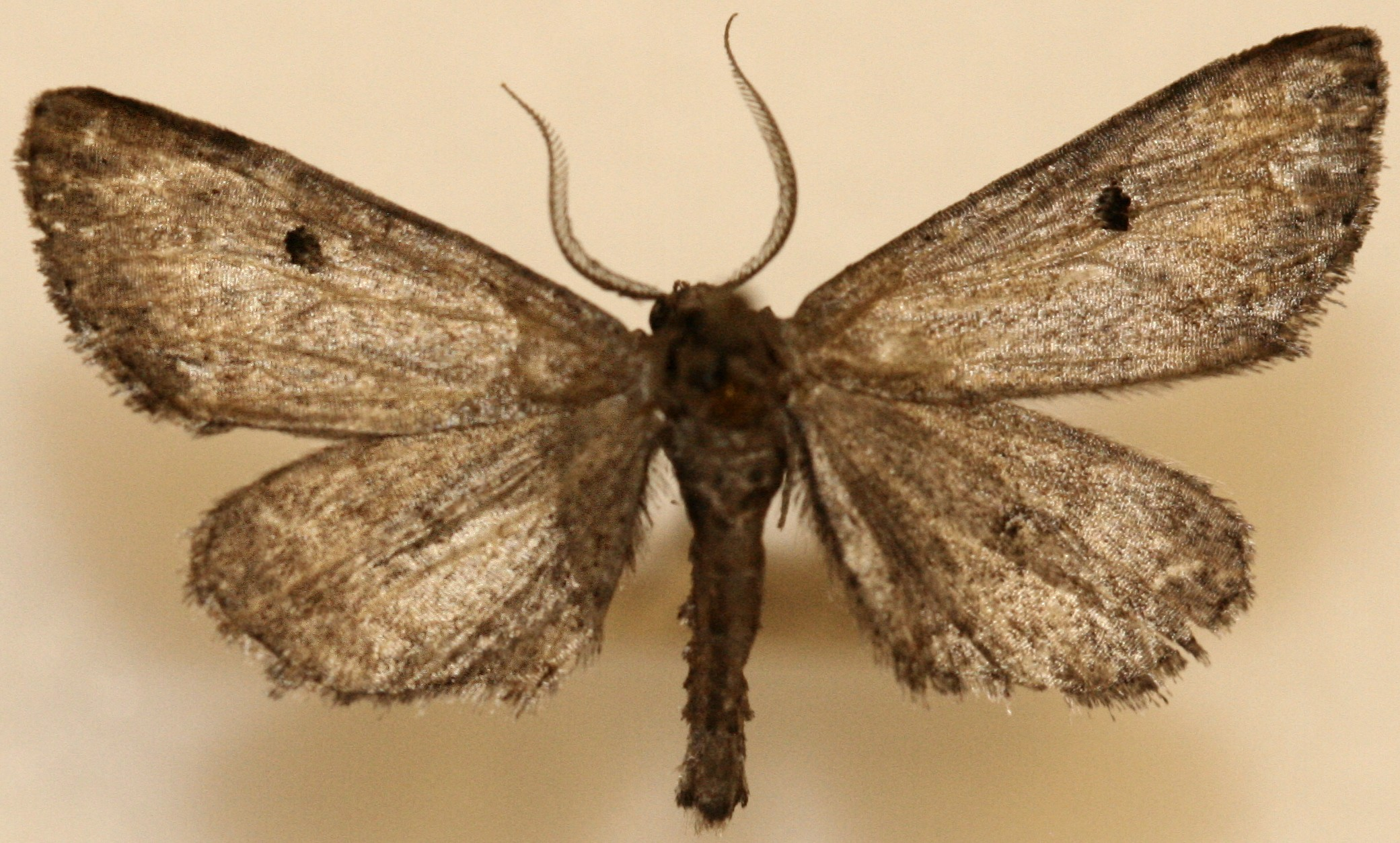

## Dottertaxa tillTornos, i alfabetisk ordning[1]
- Tornos abjectarius
- Tornos apiatus
- Tornos benjamini
- Tornos brutus
- Tornos calcasiata
- Tornos capitaneus
- Tornos cinctarius
- Tornos erectarius
- Tornos fieldi
- Tornos forsythae
- Tornos hoffmanni
- Tornos kerrvillaria
- Tornos kimballi
- Tornos mistus
- Tornos penumbrosa
- Tornos pervelata
- Tornos phoxus
- Tornos piazzata
- Tornos pimensarius
- Tornos punctata
- Tornos pusillus
- Tornos quadripuncta
- Tornos ravus
- Tornos robiginosus
- Tornos rubiginosaria
- Tornos scolopacinaria
- Tornos scolopacinarius
- Tornos spinosus
- Tornos spodius
- Tornos umbrosarius